# Kangaamiut
Kangaamiut (duń. Gammel Sukkertoppen) – miejscowość na zachodnim wybrzeżu Grenlandii, w gminie Qeqqata. Powstała w roku 1755.
Według danych oficjalnych w 2011 roku mieszkało w niej 355 osób.